# Holy Smoke (film)
Pour les articles homonymes, voir Holy Smoke.
Pour plus de détails, voir Fiche technique et Distribution.
Holy Smoke est un film australo-américain réalisé par Jane Campion, sorti en 1999.
Dans la distribution figurent notamment Kate Winslet et Harvey Keitel.

## Synopsis
Lors d'un voyage en Inde, la jeune australienne Ruth Barron connaît l'éveil spirituel et adopte les enseignements d'un gourou nommé Baba. Ses parents apprennent avec désarroi qu'elle se fait désormais appeler Nazni, qu'elle n'a aucune intention de revenir et pensent qu'elle est entrée dans une secte et est droguée à son insu. La mère de Ruth lui rend visite en Inde, dans l'espoir de la convaincre de rentrer, mais Ruth refuse.
La mère fait alors croire à Ruth qu'elle doit voir son père, soi-disant malade, mais lui fait rencontrer P. J. Waters, un exorciste qui fait décrocher les membres de sectes. Waters, sûr de lui, veut éloigner Ruth de l'influence que Baba a eue sur elle, mais il est sexuellement attiré par la jeune fille, qui l'encourage à la séduire, par jeu. Elle finit par se retourner contre lui, et réduit en miettes sa misogynie, son orgueil et lui ouvre les yeux sur ce qu'il est vraiment.

## Fiche technique
- Titre Original : Holy Smoke
- Titre québécois : Le Feu sacré
- Réalisation : Jane Campion
- Scénario : Anna Campion, Jane Campion
- Décors : Janet Patterson
- Direction artistique : Tony Campbell
- Costumes : Janet Patterson
- Photographie : Dion Beebe
- Musique : Angelo Badalamenti
- Production : Jan Chapman
- Société de production : Miramax
- Sociétés de distribution : Miramax (États-Unis), BAC Films (France)
- Pays de production :  Australie,  États-Unis
- Langue originale : anglais
- Format : couleur — 35 mm — 1,85:1 — son Dolby Digital
- Genre : drame
- Durée : 115 minutes (1 h 55 min)
- Dates de sortie :
  - États-Unis : 8 octobre 1999 (Festival du film de New York) ; 3 décembre 1999 (sortie limitée) ; 18 février 2000 (sortie nationale)
  - France : 24 novembre 1999
  - Australie : 26 décembre 1999

## Distribution

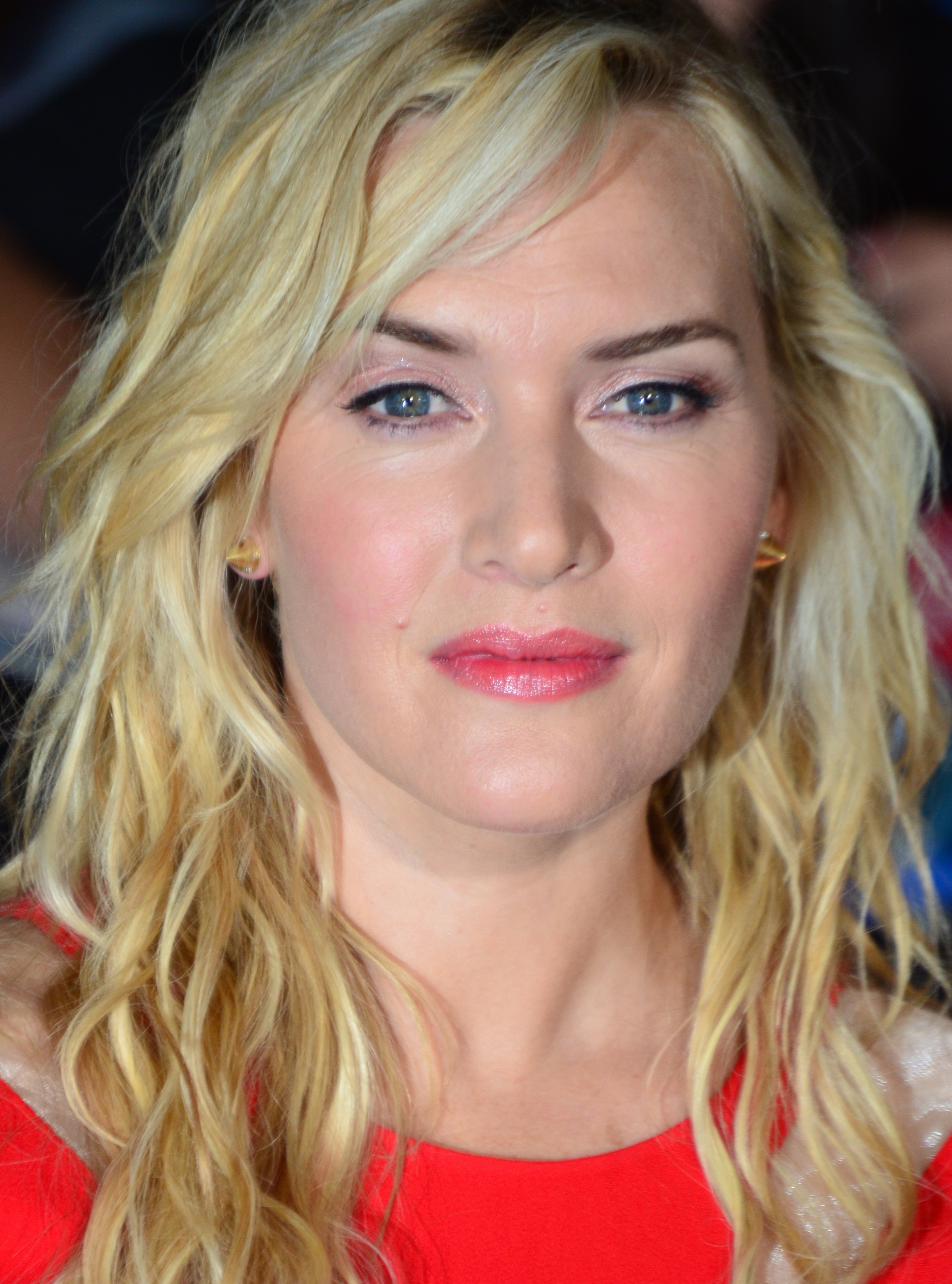
Kate Winslet en 2014

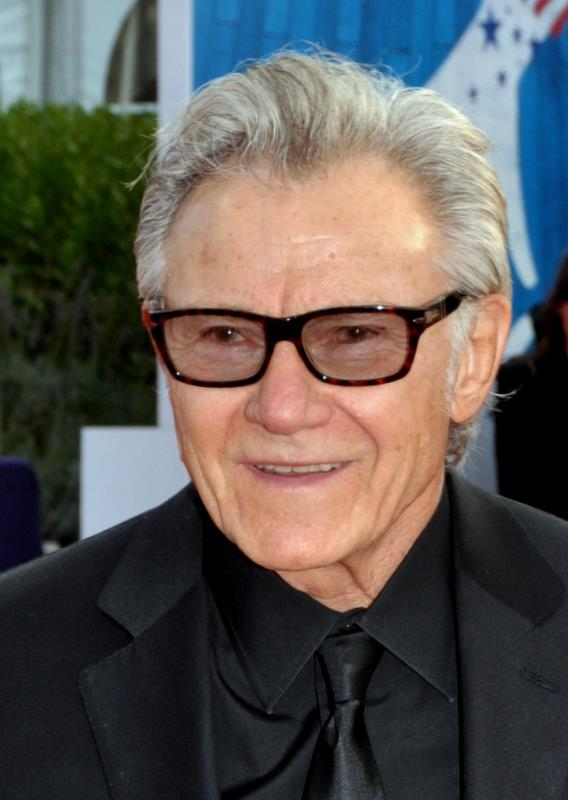
Harvey Keitel en 2012

- Kate Winslet (VF : Anneliese Fromont) : Ruth Barron
- Harvey Keitel (VF : Hervé Pierre) : P. J. Waters
- Sophie Lee (en) (VF : S. Boisard) : Yvonne
- Daniel Wyllie : Robbie
- Paul Goddard : Tim
- Julie Hamilton : Mum
- Tim Robertson : Dad
- Pam Grier : Carol
- Genevieve Lemon : Rahi
- Saïd Taghmaoui (non crédité)

Source et légende : Version française (V. F.) sur Alter Ego

## Récompenses et distinctions

### Prix
- Mostra de Venise 1999
  - Prix Elvira Notari : Jane Campion et Kate Winslet

### Nominations
- Mostra de Venise 1999
  - Golden Lion : Jane Campion
- New York Film Critics Circle Awards 1999
  - Meilleure actrice : Kate Winslet
- National Society of Film Critics Awards 2000
  - 3e place pour la meilleure actrice : Kate Winslet